# Видима темрява
«Видима темрява» (англ. Darkness Visible: A Memoir of Madness) — мемуари американського письменника Вільяма Стайрона про його падіння в депресію та тріумф одужання. Це одна з останніх книг, виданих Стайроном, і одна з найвідоміших книг.
Вперше опублікована в грудні 1989 року у Vanity Fair, книга стала результатом лекції, яку Стайрон спочатку прочитав на симпозіумі з афективних розладів на кафедрі психіатрії Медичної школи Джонса Гопкінса.
Використовуючи анекдоти, припущення та репортажі, Стайрон розмірковує про причини та наслідки депресії, встановлюючи зв'язки між власною хворобою та хворобою інших письменників і громадських діячів.

## Сюжет
У жовтні 1985 року американський письменник Вільям Стайрон їде до Парижа, щоб отримати престижну літературну нагороду Prix mondial Cino Del Duca. Під час подорожі психічний стан Стайрона починає швидко погіршуватися, оскільки симптоми депресії, які він відчуває протягом кількох місяців, посилюються. Він робить попередній висновок, що його депресія була спричинена його раптовою відмовою від багаторічного алкоголізму та посилена його надмірною залежністю від Halcion, рецептурного препарату, який він приймав для лікування безсоння. Стайрон також коротко згадує боротьбу свого батька з депресією та передчасну смерть матері від раку молочної залози, які, на його думку, також могли вплинути на погіршення його душевного стану.
Коли його депресія стає все більш серйозною, Стайрон шукає різні методи лікування, включаючи психотерапію, консультації з психіатром і незліченну кількість антидепресантів, але безуспішно. Спочатку Стайрон може працювати краще вранці, ніж вдень і ввечері, але незабаром йому важко навіть встати з ліжка. Зрештою він втрачає здатність виконувати основні завдання, такі як керування автомобілем, і часто думає про самогубство.
Одного вечора, після особливо інтенсивного нападу суїцидальних думок, кульмінацією якого є його активна підготовка покінчити життя самогубством, Стайрон чує уривок з Альтової рапсодії Брамса, на який відчуває шалену емоційну реакцію. Його раптово відштовхує думка про самогубство, і він змушений позбутися депресії раз і назавжди. Наступного дня Стайрон реєструється в лікарні, якої він раніше уникав за порадою свого психіатра, який рішуче виступає проти лікування в стаціонарі. Зрештою, у лікарні Стайрон нарешті виходить із депресії та зрештою повністю одужує.

## Основні фігури
- Вільям Стайрон — відомий американський письменник, який у віці шістдесяти років страждає від клінічної депресії. Після багатьох місяців невдалого лікування та суїцидальних думок Стайрон потрапляє до лікарні, де одужує.
- Доктор Ґолд — психіатр Вільяма Стайрона, який отримав освіту в Єльському університеті і призначає Стайрону безліч антидепресантів, усі вони виявляються неефективними. У своїх мемуарах доктор Ґолд зберігає холодну й відсторонену поведінку й переважно вдається до повторюваної інформації з Діагностичного та статистичного посібника з психічних розладів. Він також неприйнятно ставиться до госпіталізації через високий ступінь стигми навколо неї.
- Роуз Бургундер Стайрон — дружина Вільяма Стайрона, яка непохитно підтримує його під час його депресивного епізоду.

## Теми
Найпоширенішою темою «Видимої темряви» є те, що кожна людина, яка страждає на клінічну депресію, зрештою, має власний унікальний досвід боротьби з цим психічним розладом. Стайрон неодноразово підкреслює, що кожна людина стикається з різними наборами фізичних і психологічних симптомів, які можуть включати постійний смуток, втому, безсоння, біль, самоушкодження, марність, відсутність концентрації, втрату задоволення від речей і діяльності, які колись приносили задоволення, і думки про самогубство. Він також говорить про те, що кожен пацієнт має унікальну реакцію на різні методи лікування і що успіх методу на одній людині не гарантує його ефективності на іншій. Наприклад, Стайрон визнає, що хоча психотерапія та антидепресанти не допомогли йому, вони виявилися дуже ефективними для зцілення багатьох інших. Він також висловлює розчарування стигматизацією та невіглаством, що оточують депресію, і часто стверджує, що люди не можуть по-справжньому зрозуміти, наскільки спустошливою і руйнівною є депресія, доки не переживуть її самі.
Крім того, Стайрон наголошує на важливості наполегливості та ініціативності у зверненні за допомогою та лікуванням не лише депресії, але й будь-якого психічного захворювання. Чим довше людина тримає свою недугу в таємниці через сором, страх чи апатію, тим нижчими будуть її шанси на одужання, і тим більша ймовірність того, що вона піддасться симптомам захворювання, особливо самогубству.
У мемуарах Стайрон обговорює вплив депресії на життя кількох видатних людей, серед яких такі досвідчені автори, як Ромен Гарі (близький друг Стайрона), Рендалл Джарелл, Альбер Камю та Прімо Леві (хімік, який пережив Голокост), до видатних політичних діячів, таких як президент США Авраам Лінкольн і активістка Еббі Гоффман. Стайрон також згадує Джин Себерг, американську актрису, яка сама пережила важку депресію і яка також була другою дружиною Ромена Гарі. Багато з цих людей зрештою покінчили життя самогубством. Завдяки зв'язкам, які він встановлює між своїм власним досвідом депресії та досвідом громадських діячів, яких він аналізує, Стайрон робить висновок, що люди з творчими нахилами зрештою більш вразливі до розладу.
Серед можливих причин його депресії Стайрон називає відмову від алкоголю та вживання бензодіазепінів.

## Передумови та історія публікації
Дізнавшись про значну кількість критики та ігнорування самогубства Прімо Леві, Стайрон у грудні 1988 року написав статтю для The New York Times, стверджуючи, що Леві покінчив із життям не через відсутність моралі, а через реальну, небезпечну хворобу, яка загрожувала здоров'ю та життю багатьох людей. Публікація отримала позитивний відгук і змусила багатьох читачів відкрито говорити про свій досвід депресії, що зрештою надихнуло Стайрона почати документувати свої випробування.
У травні 1989 року Вільям Стайрон прочитав лекцію про свій досвід боротьби з депресією на симпозіумі з афективних розладів у Школі медицини Джона Гопкінса. Кілька місяців потому він адаптував лекцію в есе та опублікував її в грудневому номері Vanity Fair за 1989 рік. Наступного року Random House опублікував есе Стайрона як повноцінні мемуари під назвою «Видима темрява», який містив додатковий матеріал, який був виключений з оригінальної роботи через обмежений простір у Vanity Fair. Наприклад, розповідь Стайрона про його доленосну поїздку до Парижа в жовтні 1985 року не була включена в есе, але вона була включена у «Видиму темряву».

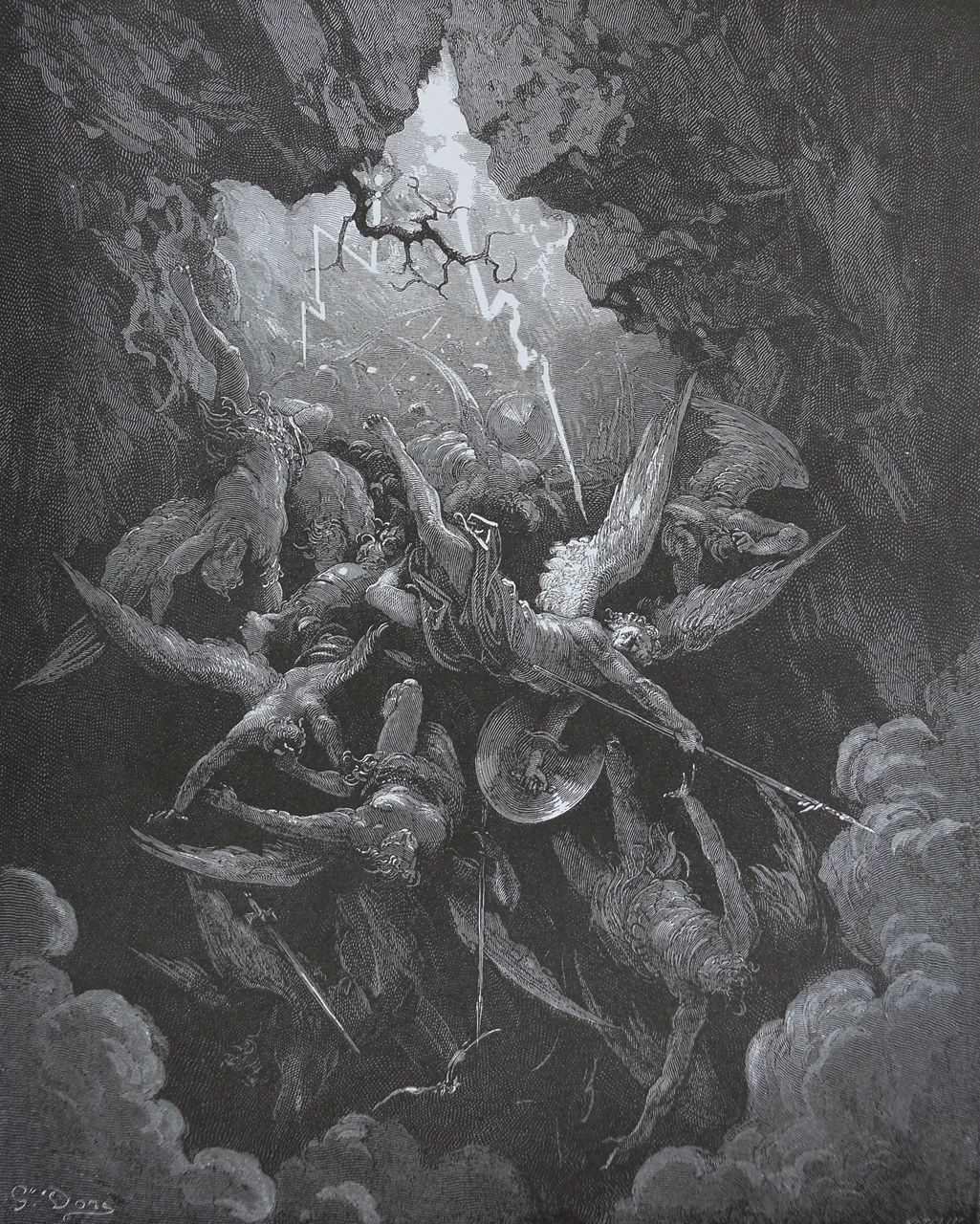
Ілюстрація Гюстава Доре до «Втраченого раю» Джона Мільтона, з якої Вільям Стайрон черпав натхнення для назви своїх мемуарів

Назва мемуарів походить від опису Пекла в «Утраченому раю» Джона Мілтона:
Не світло, а видима темрява
Слугує лише для того, щоб відкрити пам'ятки скорботи,
Області скорботи, сумні тіні, де мир
І спокою немає, і надія ніколи не приходить.
Що приходить до всіх, але тортури без кінця
І все ще жадає, і вогненний потік, що живиться
вічно палаючою сіркою.

## Критичний прийом
Після виходу «Видима темрява» отримала похвалу від критиків і читачів за те, що красномовно, але відверто привернула увагу до клінічної депресії, стану, який був невідомим, але поширеним серед багатьох людей і дуже стигматизованим. У своїй рецензії для The Washington Post Ентоні Сторр похвалив «Видиму темряву» як «чудово написану, глибоко зворушливу, мужньо чесну розповідь про хворобу, яка добре піддається лікуванню, але яку часто не розпізнають». The Chicago Sun-Times висловила подібну похвалу в своєму описі «Видимій темряві» як «охолоджуючого, але повного надії звіту про психічну пустелю, в якій зникає кожен десятий американець… просвітлююче… захоплююче». У своїй критиці The New York Times назвала «Видиму темряву» «переконливим… жахливим… яскравим портретом виснажливого розладу… він пропонує розраду спільного досвіду». Джеймс Каплан з Entertainment Weekly поставив мемуарам п'ятірку і похвалив їх за «зворушливу та авторитетну розповідь». Каплан також зазначив, що хоча «Стайрон робить багато для того, щоб пошанувати депресію… [і] вивести її з царства невимовного сорому», він «не зрозумів… як хвороба була центральною для всього його існування».
Тим часом деякі критики залишилися незадоволені короткою тривалістю «Видимої темряви». People описали мемуари як «або жалюгідно неповні, або майже на 100 сторінках більше, ніж ви хотіли б знати про історію меланхолії Стайрона». People також критикували Стайрона за те, що він відчуває «ті самі труднощі, що й лікарям у визначенні депресії та її причин». Kirkus Reviews висловив подібну думку у своїй рецензії на «Видиму темряву», де стверджувалося, що мемуари слід було написати «з більшою інтимністю та пекучою деталізацією». Проте Kirkus Reviews все ж висловив подяку, назвавши мемуари «захоплюючими» та заявивши: «…ми відчуваємо, що Стайрон показав нам… стільки своєї чорної ями, скільки він може витримати».

## Спадщина
Мемуари «Видима темрява» відомі тим, що привернули увагу до лікування клінічної депресії. За словами Пітера Фулхема з The Atlantic, Стайрону вдалося ефективно зобразити депресію, яку зазвичай важко описати, та її руйнівний вплив не лише на його власне життя, а й на життя інших людей, які також постраждали від цього розладу. Таким чином, він зміг усунути значну кількість стигматизації, пов'язаної з депресією, що заохотило людей з цією хворобою ділитися своїм досвідом і шукати допомоги. Завдяки своїм мемуарам Стайрон зрештою став зв'язковим між людьми з депресією та без неї, а також провідним захисником психічного здоров'я в цілому.